# Supercupen 2007
La Supercupen 2007 fu la 1ª edizione della Supercupen, annuale incontro tra la vincitrice della Allsvenskan e la vincitrice della Svenska Cupen. La partita si disputò allo Borås Arena di Borås, in data 31 marzo 2007, e a contendersi il trofeo furono l'Elfsborg e l'Helsingborg.
L'Elfsborg vinse la prima edizione della competizione con il risultato di 1-0.

## Tabellino
| Arbitro: | Ingvarsson (Hässleholm) |

|           |           |  |
| Keene 55’ | Marcatori |  |